# Aurèle Gervais
Pour les articles homonymes, voir Gervais.
Aurèle Gervais, né le 1er février 1933 en Ontario et mort le 25 décembre 2021, est un conseiller en développement industriel, homme d'affaires canadien et ancien député franco-ontarien représentant le district électoral de Timmins—Chapleau.
Aurèle Gervais était un élu qui siégeait à la Chambre des communes du Canada dans le Parti progressiste-conservateur du Canada. Il représentait le district électoral franco-ontarien de Timmins—Chapleau en Ontario.
Il fut battu aux élections de 1988.